# Pike Place Market
Pike Place Market er et offentligt marked i Seattle i staten Washington i USA. Markedet har fungeret uafbrudt siden 1907, og er dermed det landbrugsmarked (Farmer's Market), der har været i funktion længst. Markedet ligger på en stejl skråning i Seattles downtown område, med udsigt over Elliot Bay.

## Historie
I 1907 var prisen på løg i Seattle blevet 10-doblet på få måneder, og forbrugerne var blevet sure på de mellemmænd, der tjente broderparten. Et byrådsmedlem i Seattle foreslog derfor et offentligt marked, hvor producenterne kunne sælge direkte til forbrugerne. Markedet blev oprettet på hjørnet af Pike Street og 1'st Avenue og på den første dag, var der otte landmænd, der etablerede boder eller solgte fra vogne langs gaden. Til gengæld var der 10.000 kunder, så de fleste måtte gå tomhændede hjem. Succesen fortsatte, og allerede i slutningen af 1907 åbnede den første markedsbygning. I løbet af bygningens første dag, blev alle lejemål udsolgt.
Seattle er kendt for sine mange indbyggere af asiatisk herkomst, og efterhånden som markedet voksede, blev flere og flere stadepladser overtaget af asiater, ikke mindst japanere. I 1941 var mere en to tredjedele af alle stadepladser ejet af mennesker med japansk baggrund. Da USA gik ind i 2. verdenskrig, blev alle indbyggere af japansk herkomst i det vestlige Washington, og flere andre vestlige stater, interneret i lejre, og deres ejendom blev konfiskeret og solgt, således også stadepladserne i Pike Place Market. I dag er der igen mange asiater, der har stadeplads på markedet.
I 1963 blev der fremsatte Seattles byråd forslag om at markedet skulle rives ned og et nyt shoppingcenter med hotel mm opføres i stedet. Forslaget blev støttet både af politikere samt af mange af de, der ejede stadepladser, men opinionen var imod, og markedet overlevede. I dag er markedsbygningerne offentlig ejendom, og Pike Place Market er registret i United States National Register of Historical Places.

## Pike Place Market i dag
Hovedindgangen til Pike Place Market, der findes i gaden Pike Place, fører indtil "Ground Level". Under dette niveau findes tre yderligere niveauer og det underste niveau har udgang til havnefronten ved Western Avenue. På de underste etager findes mange antikvitetsbutikker, kunstgallerier, butikker med kunsthåndværk samt en del små restauranter. På Ground Level sælges stadig landbrugsvarer fra små stader, men her findes også fiskehandlere, bagere, og stader med souvenir har også "sneget sig ind". Her findes fx en mængde blomsterhandlere, stader, hvor der sælges frugt og og grønt, naturlig, økologisk kosmetik, slagtervarer,nødder og meget andet.
Markedet strækker sig i dag fra First Avenue i øst til Western Avenue i vest, fra Virginia Street i nord til halvvejs mellem Pike Street og Union Street i syd. Markedet dækker ca. 36.000m². Også i de små gyder uden for markedet findes butikker og restauranter og den første Starbucks Coffee blev åbnet på Pike Place Market i 1971. Caféen eksisterer stadig, men er dog flytter lidt mod nord til Pike Place 1912, lige overfor markedsbygningen. Logoet uden for denne Starbuck er specielt ved at havfruen, der er kernen i logoet, her optræder med bare bryster i modsætning til de logoer, der findes uden for andre Starbucks., hvor håret dækker brysterne.
I dag er der ca. 200 virksomheder med fast stadeplads på markedet. 190 kunsthåndværkere og 120 landmænd lejer boder på en dag til dag basis, og ca. 240 forskellige gademusikanter og andre optrædende underholder på markedet (dog ikke alle på samme tid). Markedet betragtes som USA's vigtigste Farmer Market, og med 10 millioner besøgende hvert år, er markedet en af Seattles mest besøgte attraktioner

## Attraktioner
Den første Starbucks er én af attraktionerne, men den største attraktion er nok én af fiskeboderne, "Pike Place Fish". Her er man blandt andet berømt for at "kaste med fisk". Konceptet er, at det gælder om at servicere kunderne på bedste vis, og underholdning og glæde er en del af servicen. Pike Place Fish har "medvirket som baggrund" i flere film og TV-serier, og butikkens virksomhedskoncept, den såkaldte "Fish-filosofi", anvendes i dag i flere virksomheder over hele verden, således også i Danmark. Der er også udarbejdet undervisningsfilm om butikken og dens filosofi og visioner; visioner hvor medarbejderne har forpligtet sig selv og hinanden til at gøre butikken verdensberømt.

## Eksterne referencer
- Official hjemmeside
- Virtuel tur på markedet Arkiveret 5. februar 2006 hos  Wayback Machine

47°36′34″N 122°20′30″V / 47.6094°N 122.3417°V